# Maserati 8CM
La 8CM è una autovettura monoposto da competizione costruita dalla Maserati dal 1933 al 1935.

## Il contesto generale e le competizioni

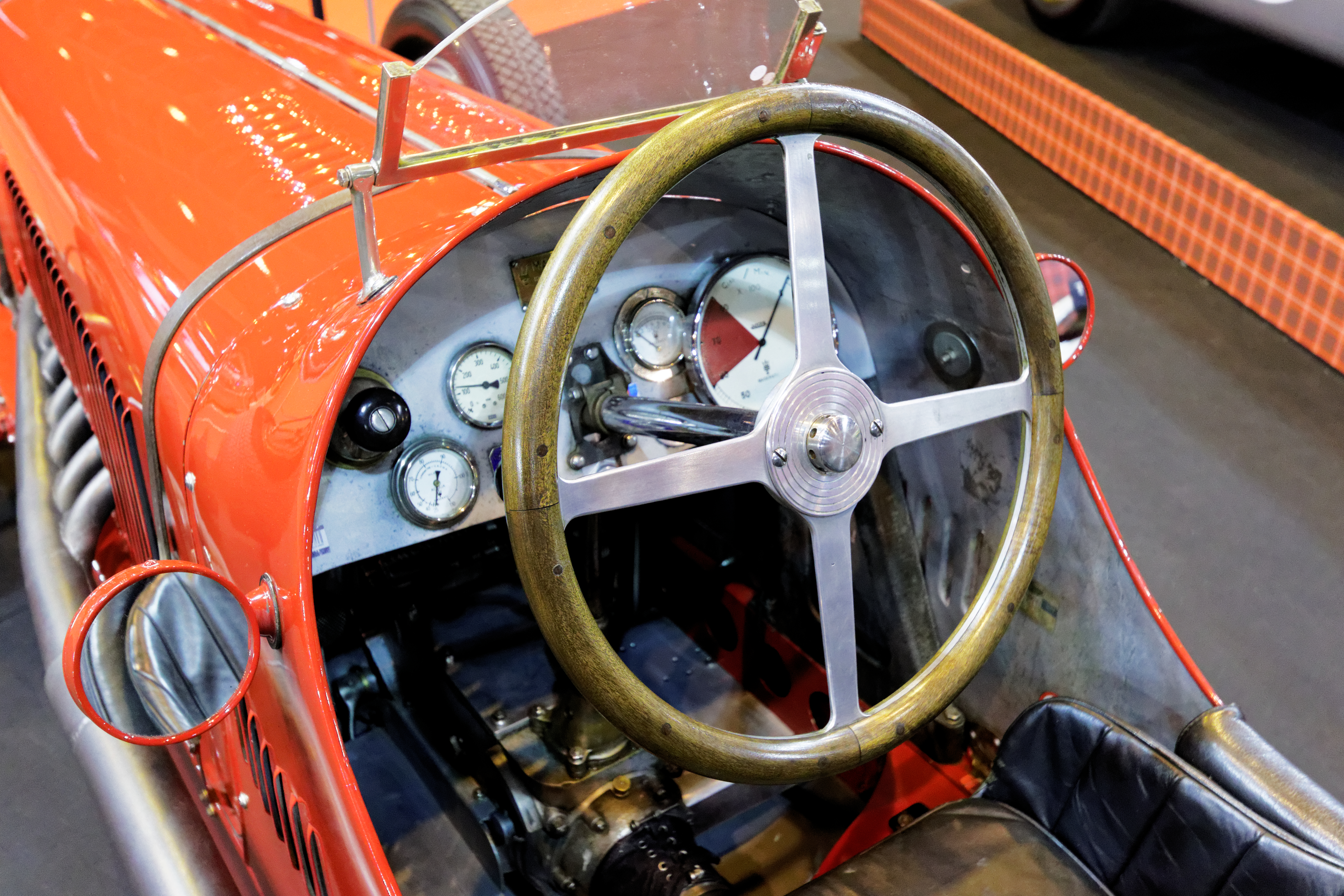
L'abitacolo

Il modello era caratterizzato da un potente motore a 8 cilindri e da un grande tamburo da 400 mm. Queste caratteristiche erano un problema per il leggero ed elastico telaio, che derivava da quello della 4CM 1100. Le sollecitazioni erano infatti molto forti, e si scaricavano sul telaio stesso compromettendo la tenuta di strada. Di questo si lamentò anche Giuseppe Campari, ma all'epoca la Maserati era concentrata più sullo sviluppo di propulsori potenti, piuttosto che ad ottimizzare l'equilibrio generale della vettura.
Il modello diventò più competitivo grazie all'irrigidimento della parte anteriore del telaio, voluta da Tazio Nuvolari. Nel 1934, la lunghezza di quest'ultimo componente, nella sezione in prossimità dell'abitacolo, fu portata a 850 mm, secondo le regole della nuova Formula Internazionale. Dopo queste modifiche, e guidate da piloti privati, le 8CM conquistarono dei buoni risultati nelle competizioni. Nello stesso anno fu ridotto anche il peso, che passò da 785 kg a 750 kg.

## Caratteristiche tecniche

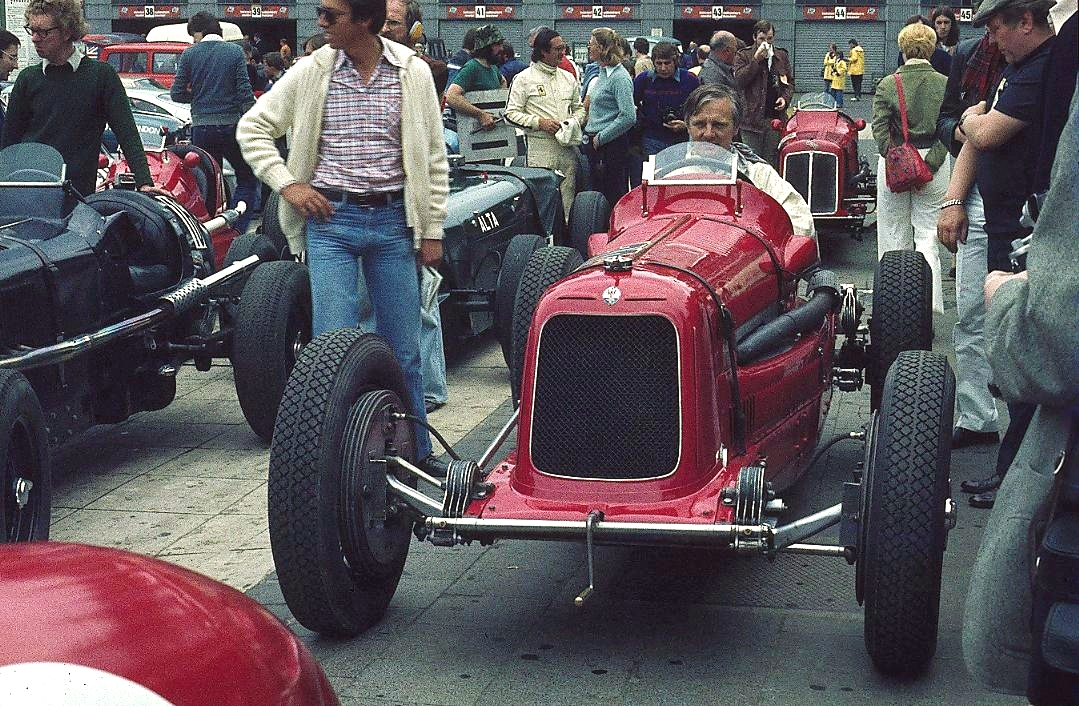
Maserati 8CM, costruita nel 1933, all'Oldtimer Grand Prix 1979 nel vecchio paddock del Nürburgring

L'accensione era singola con magnete di marca Bosch o Scintilla. L'alimentazione era forzata ed era fornita da un compressore tipo Roots accoppiato con un carburatore di marca Weber modello 55AS1, quest'ultimo montato a monte del compressore stesso. La distribuzione era a due valvole per cilindro disposte a V di 90°, con doppio albero a camme in testa. La lubrificazione era forzata con pompe di mandata e recupero. Il sistema di raffreddamento era a circolazione d’acqua con pompa centrifuga.
Il motore era a otto cilindri verticali in linea ed aveva una cilindrata di 2991,4 cm³. L'alesaggio e la corsa erano rispettivamente di 69 mm e 100 mm, mentre il rapporto di compressione era incluso tra 5,26:1 e 6,35:1. La potenza massima erogata dal propulsore era compresa tra i 220 ed i 240 CV a 5500 giri al minuto.
I freni erano a tamburo sulle ruote con comando idraulico, mentre lo sterzo era a vite senza fine e settore dentato. Le sospensioni erano formate da balestre, ammortizzatori a frizione, puntoni e barre stabilizzatrici. La trasmissione era composta da un cambio a quattro rapporti più la retromarcia.
La carrozzeria era monoposto in alluminio, mentre il telaio era formato da due longheroni con traverse in profilati d'acciaio.
La velocità massima era compresa tra i 220 ed i 250 km/h.